# Hans W. Petersen
Hans William Petersen, född 28 januari 1897 på Fødselsstiftelsen i Köpenhamn, död 27 april 1974 i Gentofte, Köpenhamn, var en dansk skådespelare.

## Rollista i urval
- 1922 – Glada gossars gästspel
- 1929 – Dråpliga deckares dunderkupp
- 1932 – En natt i Köpenhamn
- 1932 – Sol, sommar och sjögastar
- 1933 – Pass på pojken
- 1962 – Bocken i paradiset
- 1963 – Dammsugarligan
- 1963 – Förälskad i april
- 1963 – Självmordsskolan
- 1966 – Svält
- 1968 – Fest i Köpenhamn
- 1968 – I den gröna skog
- 1972 – Rektorn på sängkanten